# Leptogaster basilaris
Leptogaster basilaris là một loài ruồi trong họ Asilidae. Leptogaster basilaris được Coquillett miêu tả năm 1899.